# Nowaja Żyzń (przystanek kolejowy)
Nowaja Żyzń (ros. Новая Жизнь) – przystanek kolejowy w miejscowości Wysokowo, w rejonie kamieszkowskim, w obwodzie włodzimierskim, w Rosji. Położony jest na nowym szlaku Kolei Transsyberyjskiej.